# Palau (Olvan)
Palau o Palau de Biure és un mas al terme municipal d'Olvan (el Berguedà) però molt més proper als nuclis de Valldoriola, Gironella o Puig-reig que al poble d'Olvan prop de la Serra Alta de Palau. El palau és una masia amb una particularitats en la seva estructura: la torre medieval, situada a bell mig del conjunt arquitectònic, ha determinat l'estructura de la masia. Així, l'exterior de la masia no deixa entreveure l'organització dels seu espais interiors. Aquests s'organitzen entorn d'una planta basilical. La façana principal està orientada a migdia i té com a màxim exponent la torre secció semi-quadrada. L'entrada a la casa està situada en un lateral de l'edifici i per la torre, actual escala, s'arriba a una àmplia sala. La part baixa i el primer pis del palau es caracteritzen pel cancell amb un barana ample i baixa que alhora fa la funció de banc.
Les llindes del palau s'inscriuen les dates 1769, 1853 i 1854... però el cos de la masia, així com el de la torre denoten el seu origen medieval. La família del palau té cura d'un conjunt documental que es remunta al s. XII. Existeix un gruix documental referent aquesta a partir del s. XV-XVI, època en què comença el llinatge de la família Palau (aquesta ha canviat una vegada el cognom: de Palau a Cabanas).